# Detlef Köhler
Detlef Köhler (geboren am 11. Juni 1962; gestorben am 22. September 2016) war ein deutscher Schriftsteller.

## Leben
Köhler arbeitete nach einem Studium der Physik und Astronomie an der Universität Jena als IT-Systemadministrator in Thüringen, war Inhaber einer IT-Firma und organisierte in seiner Freizeit Reisen ins Raumfahrtzentrum der ESA nach Kourou in Französisch-Guayana. Außerdem schrieb er Artikel über Astronomie und Raumfahrt in Fachzeitschriften und im Internet und war engagiert in der Planetary Society, der Deutschen Gesellschaft für Luft- und Raumfahrt und dem Institut RaBe e.V., das sich mit der Geschichte der deutsch-sowjetischen Raketenentwicklung in Bleicherode befasst.
Sein Interesse an Astronomie und Raumfahrt führte dazu, dass er 1996 ein Buch über die Suche nach außerirdischem Leben veröffentlichte und eine Science-Fiction-Trilogie schrieb, die ab 2009 im Projekte-Verlag Cornelius erschien. Eine 2. Auflage erschien 2016 in der Edition SOLAR-X.
Köhler war verheiratet, hatte zwei Kinder und lebte bis zu seinem Tod in Großfurra bei Sondershausen in Thüringen.

## Bibliografie
- Kontakt zum Weltraum : die Wissenschaft auf der Suche nach Unseresgleichen im All. Starke Dr. & Werbeerzeugnisse, Sondershausen 1998, ISBN 3-9805829-5-7.
- Interstellare Odyssee. Projekte-Verlag Cornelius, Halle 2009, ISBN 978-3-86634-775-5.
- Interstellares Mysterium. Projekte-Verlag Cornelius, Halle 2011, ISBN 978-3-86237-607-0.
- Interstellares Paradoxon. Projekte-Verlag Cornelius, Halle 2013, ISBN 978-3-95486-433-1.